# Třebohostice (Škvorec)
Třebohostice jsou vesnice v okrese Praha-východ ležící 4 km východně od hranic Prahy a 3 km jižně od Úval. Jsou součástí městyse Škvorec.

## Původ a historie názvu
Podle některých pramenů mohl název obce vzejít ze jména zakladatele Třebohosta. Hodnověrnější vysvětlení můžeme hledat v událostech, které se na tomto místě v minulosti patrně odehrály. Slované se scházeli na kopcích aby obětovali pohanským bohům při bohoslužbách – „třebu“. Tím místem býval vrch Plachta, kde se k scházeli „hosté“ zblízka i daleka. Na Plachtě je bývalý lom, na jehož místě se nacházejí žulové kameny s obětními mísami.
V dalších letech se název nikterak neměnil až do 17. století, kdy písař obec zapsal jako „Třeboštice“ a jiný posléze jako „Střebohostice“. Tento tvar s původním názvem soupeřil 300 let, teprve v roce 1921 došlo k očištění jména a název ustálen v původní Třebohostice.

## Historie
Nejstarší písemný údaj o Třebohosticích pochází z roku 1377, kdy se majitelem domu čp. 797 na Koňském trhu (dnes Václavském náměstí v Praze) uvádí novoměstský měšťan Ješek neboli Jan z Třebohostic („de Trziebohosticz“). Jeho přídomek naznačuje, že byl buď zakladatelem vesnice, nebo v ní měl sídelní tvrz a směl používat predikát z Třebohostic, které mu patřily.
V obci bývalo – mj. i podle architektury okolních obcí, která byla poměrně stejná – asi 5–6 dřevěných domů s hliněnými nebo kamennými základy (žula). Počet domů v období 14. – 17. století stagnoval.

### Další historie

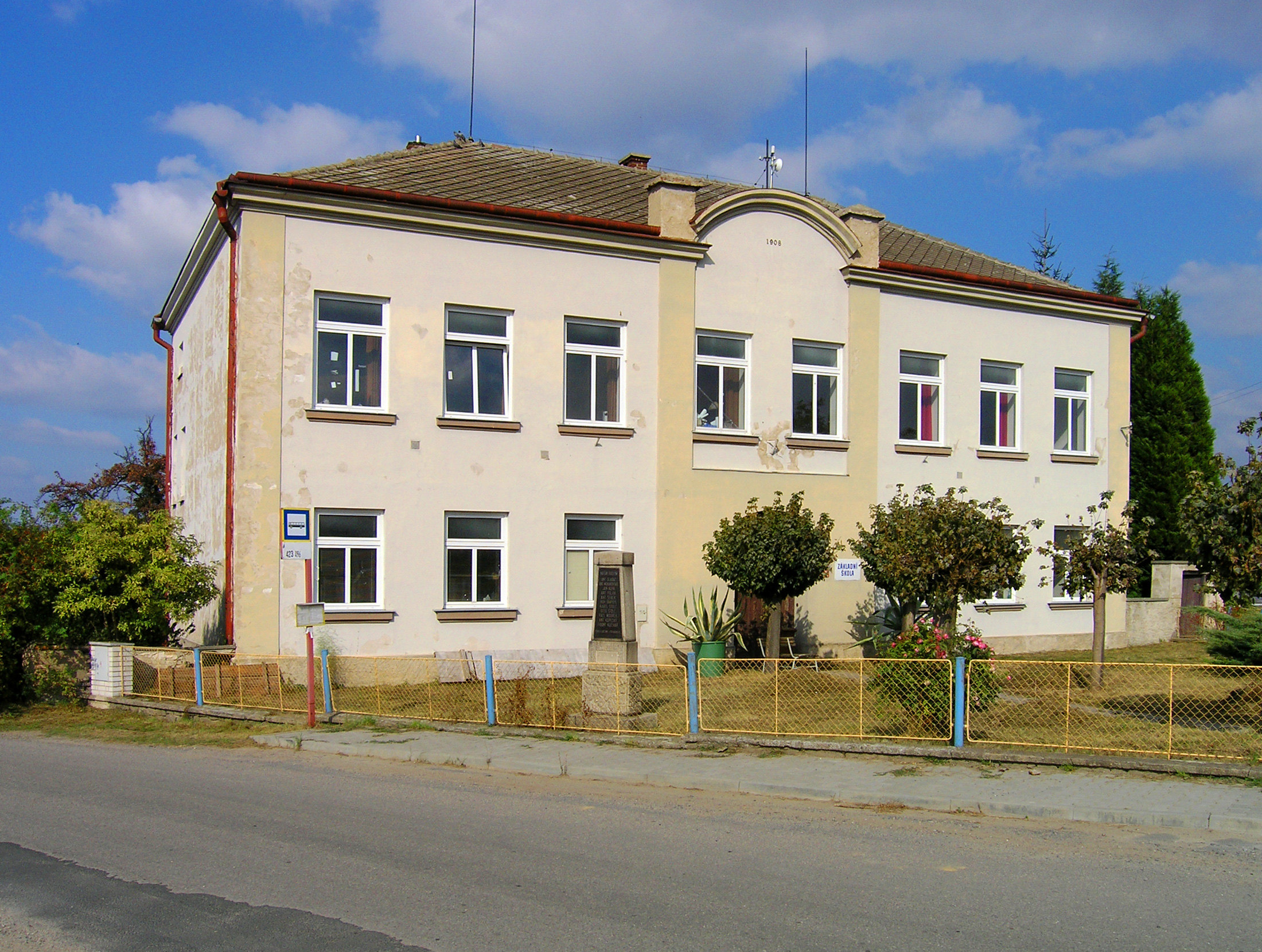
Škola na severu vesnice

Po Ješkovi získává obec staroměstský měšťan Reinhard mladší z tvrze ve Zlaté. Ten 25. března 1417 vyznává, že své dědictví sestávající z rodinné tvrze ve Zlaté, poplužní a robotní dvory včetně Třebohostic s ročními platy 16 kop grošů prodal Janu Švorcenšternovi z Prahy a jeho manželce Kateřině za 500 kop grošů českých. Jan Švorcenštern v témže roce umírá a o dědictví vznikl spor. Podle záznamů se 19. června 1417 konalo soudní přelíčení mezi Haškem z Valdštejna a jeho manželkou Brigitou, dcerou Kateřiny z prvního manželství, o věno, jež si Brigita nárokovala na Třebohosticích a Zlaté. Soudem vyšlo najevo, že Brigitě bylo věno přiřčeno dříve, nežli její matka s Janem Švorcenšternem koupili zmíněné vesnice, a tak zde nemají právo věno nárokovat.
Třebohostice dále náležely k Zlatské tvrzi a ta erbovním rodinám – po roce 1491 ke Kralovickému panství a později ke Křenicím. Z významných rodů je vlastnili Mnichové ze Zlaté a Zvíkovce a po nich Pechancové z Kralovic a rytíři Skalští z Dubu. K připojení ke Škvoreckému panství došlo až po bělohorské bitvě, kdy zkonfiskované Třebohostice zakoupila lichtenštejnská knížata.

## Pamětihodnosti

### Zvonička
Třebohostice mají svou dominantu, kterou je památná zvonička na návsi vystavěná roku 1841. Na místě zděné zvoničky velmi pravděpodobně stávala dříve zvonička dřevěná, a to podle starého nařízení kněžny Marie Terezie Savojské stavět zvoničky jako protipožární ochranu obce od 18. století.

### Vrch Plachta
Vrch Plachta (Na Plachtě), ležící jihovýchodně od vesnice, byl v roce 1990 vyhlášen chráněným přírodním výtvorem "Lom Na plachtě". Roku 1992 byl jeho statut změněn na přírodní památku. Poskytuje útočiště vzácným a ohroženým obojživelníkům (čolci, mloci a různé druhy žab).
Na Plachtě stál od dvacátých let 20. století asi do konce války vysoký příhradový letecký maják. Sloužil k orientaci letadel, která byla tehdy bez radiospojení.
Z vrcholu je dobrý výhled na východní okraj Prahy. V šedesátých letech 20. století zde byl postaven vojenský objekt typu ÚŽ-6, součást TRHS. Stavba z prefabrikovaných dílů překrytá zemním zásypem je dosud dobře zachována.

#### Skalní mísy
Jedna ze starých legend vypovídá, že se na Plachtě nalézá veliký žulový kámen, na kterém je vytlačeno 13 sedadel. Právě zde prý Ježíš odpočíval se svými apoštoly, když společně chodili po světě.
To největší sedadlo patřilo právě Ježíši, po jehož boku seděl Jan s ostatními. Jidáš seděl za nimi.
Ve skutečnosti jde o skalní mísy, které vznikly pozvolnou vodní erozí, která po miliony let narušovala pevnost skalního masívu. Některá sedadla se na Plachtě nacházejí vpravo od silnice na Doubek.